# ولاية عدن

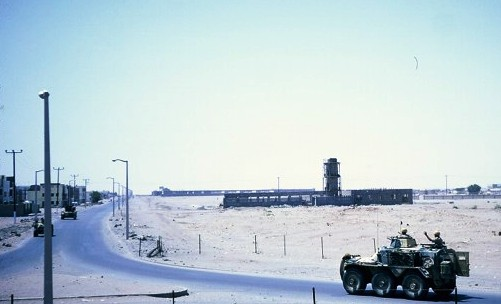
عربة مصفحة من طراز ألفيس ساراسن في دورية في عدن عام 1966.

ولاية عدن أقيمت في عدن ضمن اتحاد الجنوب العربي. بعد تأسيسها في 18 يناير 1963، تنحى السير تشارلز جونستون عن منصب الحاكم الأخير لعدن.
على الرغم من الآمال المعلقة على الاتحاد، تصاعد التمرد في عدن وسرع بإنهاء الوجود البريطاني في المنطقة مع مغادرة البريطانيين عدن بحلول نهاية نوفمبر 1967.
أصبحت ولابة عدن أخيرًا جزءًا من جمهورية اليمن الديمقراطية الشعبية المستقلة، والمعروفة أيضًا باسم اليمن الجنوبي، في 30 نوفمبر 1967.

## التاريخ
لحل العديد من المشاكل التي واجهتها مستعمرة عدن، وكذلك الاستمرار في عملية تقرير المصير التي صاحبت تفكيك الإمبراطورية البريطانية، تم اقتراح أن تشكل مستعمرة عدن اتحادًا مع محميات الشرق ومحميات عدن الغربية. بموجب هذا المخطط، كان من المأمول أن يتم تهيئة الظروف لتقليل الدعوات العربية للاستقلال التام، مع السماح باستمرار السيطرة البريطانية على الشؤون الخارجية ومصفاة بي بي في عدن الصغرى.
تم اقتراح الفيدرالية لأول مرة من قبل وزراء من كل من المستعمرة والمحميات: وجادلوا بأن الدمج المقترح سيكون مفيدًا من حيث الاقتصاد والعرق والدين واللغات. لكن هذه الخطوة كانت غير منطقية من حيث القومية العربية، لأنها اتخذت قبل انتخابات وشيكة، وكانت ضد رغبات العرب، ولا سيما العديد من النقابات العمالية.
كانت هناك مشكلة إضافية تتمثل في التفاوت الهائل في التطور السياسي، حيث كانت مستعمرة عدن في ذلك الوقت على طريق الحكم الذاتي، وفي رأي بعض المنشقين، كان الاندماج السياسي مع السلطنة الاستبدادية والمتخلفة خطوة في الاتجاه الخاطئ.
في الاتحاد، كان من المقرر أن تحصل مستعمرة عدن السابقة على 24 مقعدًا في المجلس الجديد، بينما كان من المفترض أن يكون لكل من السلطنات الإحدى عشرة في محمية عدن السابقة ستة مقاعد. سيحصل الاتحاد ككل على مساعدات مالية وعسكرية من بريطانيا.

### طوارئ عدن
العديد من المشاكل التي عانت منها عدن في وقتها كمستعمرة لم تتحسن كدولة فيدرالية. في الاتحاد الجديد، كان لمؤتمر نقابات عدن تأثير كبير في التجمع الجديد ولمنعه من السيطرة على الاتحاد في عام 1962، انضمت مستعمرة عدن السابقة إلى اتحاد جنوب الجزيرة العربية بحيث أصبح التجمع الموالي لبريطانيا في عدن يمكن مواجهة تأثير النقابة.
ومع ذلك، في اليوم التالي لانضمام دولة عدن إلى الاتحاد، تمت الإطاحة بمحمد البدر من النظام الملكي اليمني واندلعت حرب أهلية بين القوات المدعومة من جمال عبد الناصر مثل الجبهة القومية للتحرير والقوات الملكية المدعومة من المملكة العربية السعودية والمملكة المتحدة. استمرت الاضطرابات الداخلية واشتدت حدتها، مما أدى في 10 ديسمبر 1963 إلى حالة الطوارئ في عدن نتيجة لثورة أكتوبر.
أحداث الصراع الأخرى التي استمرت في الانتشار في جميع أنحاء المنطقة تشمل معركة كريتر. في 20 يونيو 1967 كان هناك تمرد في جيش الاتحاد العربي الجنوبي، والذي امتد أيضًا إلى الشرطة. أعاد البريطانيون ضبط الأوضاع، ويرجع ذلك أساسًا إلى جهود الكتيبة الأولى أرغيل وساذرلاند هايلاندرز، تحت قيادة اللفتنانت كولونيل ميتشل.
ومع ذلك، سرعان ما استؤنفت حرب العصابات المميتة ضد القوات البريطانية، ولا سيما من قبل جبهة التحرير الوطني، بكامل قوتها. انتهى الوجود البريطاني أخيرًا بالرحيل النهائي للقوات البريطانية. تم الانسحاب في وقت أبكر مما كان مخططًا له من قبل رئيس الوزراء البريطاني هارولد ويلسون وترك الدولة المستقبلية دون اتفاق على الحكم اللاحق. أخيرًا، تمكنت القوى الثورية من الاستيلاء على السلطة.
في 30 نوفمبر 1967، أصبحت ولاية عدن، مع الاتحاد، جمهورية اليمن الجنوبي الشعبية. تماشيًا مع الأراضي العربية البريطانية الأخرى في الشرق الأوسط، لم تنضم الدولة المستقلة إلى الكومنولث البريطاني. ومع ذلك، فقد استمر الدينار العربي الجنوبي يكافى الجنيه الاسترليني حتى عام 1972.